# Ida Marko-Varga
Ida Marko-Varga (Malmö, 10 marzo 1985) è un'ex nuotatrice svedese.
Nata Ida Mattsson, è specializzata nello stile libero: ha vinto una medaglia d'argento e tre medaglie di bronzo agli Europei.

## Palmarès
- Mondiali in vasca corta

Indianapolis 2004: bronzo nella 4x200m sl.
Shanghai 2006: bronzo nella 4x100m sl.
- Europei

Berlino 2002: bronzo nella 4x200m sl.
Eindhoven 2008: bronzo nella 4x100m sl.
Debrecen 2012: argento nella 4x100m sl.
Londra 2016: bronzo nella 4x100m sl.
- Europei giovanili

Malta 2001: bronzo nella 4x100m misti.